# Dr. Dre
Andre Romelle Young (født 18. februar 1965), kendt under sit kunstnernavn Dr. Dre, er en amerikansk pladeproducer, rapper, iværksætter og skuespiller. Han er grundlægger og administrerende direktør for Aftermath Entertainment og Beats Electronics. Dre var tidligere medejer og kunstner af Death Row Records. Han har produceret album for og overvåget karrieren for mange rappere, bl.a. Snoop Dogg, Eminem, Knoc-turn'al, Xzibit, 50 Cent, Game og for nylig Kendrick Lamar. Han er krediteret som en nøgleperson i popularisering af West Coast G-funk, en stil af rap-musik karakteriseres med synthesizer-baseret og langsomme tunge beats. I 2011 blev Dr. Dre rangeret som den tredje rigeste figur i den amerikanske hip hop scene af Forbes med en nettoformue på 250 millioner dollar.
Dre begyndte sin karriere som medlem af World Class Wreckin' Cru og senere fandt han berømmelse med den indflydelsesrige gangsta rap gruppe N.W.A med Eazy-E, Ice Cube, MC Ren og DJ Yella, som populariserede brugen af eksplicitte tekster i rap til detaljeret vold af gadebilledet. Hans solo debut The Chronic fra 1992, udgivet under Death Row Records, fik ham til at blive en af de bedst sælgende amerikanske kunstnere i 1993 og han vandt desuden en Grammy Award for singlen "Let Me Ride". Samme år producerede han Death Rows Snoop Doggs firedobbelte platin debutalbum Doggystyle.
I 1996 forlod han Death Row for at etablere sit eget pladeselskab, Aftermath Entertainment. Han producerede et opsamlingsalbum med titlen Dr. Dre Presents the Aftermath i 1996, og udgav sit soloalbum med titlen 2001 i 1999, for hvilket han vandt en Grammy for producents tildeling. Under 2000'erne fokuserede han på produktionen for andre kunstnere. Dr. Dre underskrev Eminem og 50 Cent til sit pladeselskab i henholdsvis 1998 og 2003, og samtidig har han også bidraget på mange af deres album. Dr. Dre har også haft filmroller i film som Set It Off, The Wash og Training Day.

## Sampling
En af Dr. Dre's kendetegn er at han sampler musik. Foruden at bruge samples/brudstykker fra gamle sange, tilfører han også sit eget touch således at sangen får et moderne twist.
- "Still D.R.E." sampler Grant Greens "Maybe Tomorrow" Det er Scott Storch som spiller koto på sangen
- "The Next Episode" sampler han David McCallums "The Edge"
- "California Love" sampler "Woman To Woman" af Joe Cocker og Roger Troutman ft. Ronnie Hudson "West Coast Poplock"
- "Nuthin' But a "G" Thang" sampler "I Wanna Do Something Freaky to You" af Leon Haywood
- "Lil' Ghetto Boy" sampler "Little Ghetto Boy" af Donny Hathaway
- "My Name Is" sampler "I Got The..." af Labe Siffre

## Diskografi

### Album diskografi

#### Hos N.W.A
- N.W.A. and the Posse, Ruthless Records, 1987.
- Straight Outta Compton, Ruthless Records, 1989.
- 100 Miles and Runnin' , Ruthless Records, 1990.
- Efil4zaggin ("Niggaz4life" stavet bagfra), Ruthless Records, 1991.

#### Solo
- The Chronic, Death Row Records, 1992 #3 US (4x Platinum)
- 2001, Aftermath Entertainment, 1999 #2 US (6x Platinum), #4 UK
- Detox, Aftermath Entertainment, sat til 2012
- Compton, Aftermath Entertainment, 2015

#### Mixtapes
- Detox - Millennium Of Aftermath (by DJ Rukiz), Pickwick, 2005. #183 UK

### Single Diskografi

#### 1980'erne
- "Surgery" (World Class Wreckin Cru) (1984)
- "Rapping 100 Speakers" (Daniel Sofer/Unknown DJ/Dr. Dre) (1984)
- "Juice" (World Class Wreckin Cru) (1985)
- "World Class (Remix)" (World Class Wreckin Cru) (1985)
- "House Calls" (World Class Wreckin Cru) (1987)
- "Turn Out The Lights" (World Class Wreckin Cru) (1987)
- "Illegal" (CIA/Dr. Dre) (1987)
- "Dope Man/Panic Zone" (NWA) (1987)

#### 1990'erne
- "Deep Cover" (feat. Snoop Doggy Dogg) (1992)
- "Nuthin' but a 'G' Thang" (1992) #2 US (Platinum), #31 UK (1993 release, and double A-Side with "Let Me Ride" in the UK)
- "Fuck Wit Dre Day (And Everybody's Celebratin')" (1993) #8 US (Gold)
- "Let Me Ride" (1993) #34 US
- "Keep Their Heads Ringin'" (1995) #10 US (Gold), #25 UK
- "California Love" (2Pac feat. Dr. Dre) (1996) (also featuring talk box-filtered lyrics by Roger Troutman) #1 US, #6 UK, #4 AUS
- "No Diggity" (Blackstreet feat. Dr. Dre) (1996) #1 US; #9 UK, #21 AUS
- "Zoom" (with LL Cool J) (1998) #15 UK
- "Guilty Conscience" (Eminem feat. Dr. Dre) (1999) #5 UK

#### 2000'erne
- "X" (Xzibit feat. Dr. Dre & Snoop Dogg) (2000)
- "Still D.R.E." (feat. Snoop Doggy Dogg) (2000) #6 UK
- "Forgot About Dre" (feat. Eminem) (2000) #25 US; #7 UK
- "The Next Episode" (feat. Snoop Dogg) (2000) #23 US; #3 UK
- "Bad Intentions" (feat. Knoc-Turn'al) (2002) #4 UK
- "Knoc" (Knoc-Turn'al with Dr. Dre & Missy Elliott) (2002) #98 US
- "Symphony In X Major" (Xzibit feat. Dr. Dre) (2003) #43 AUS
- "Encore/Curtains Down" (Eminem feat. Dr. Dre & 50 Cent) (2004) #25 US
- "Crack a Bottle (Eminem feat. 50 Cent og Dr. Dre) (2009)
- "Old Time's Sake (Eminem feat. Dr. Dre) (2009)
- "Hell Breaks Loose (Eminem feat. Dr. Dre) (2009)

#### 2010'erne
- "Kush (feat. Akon & Snoop Dogg) (2010)
- "I Need a Doctor" (feat. Eminem & Skylar Grey) (2011)
- "Dre Day RE" (feat. Snoop Dogg & Pharell Williams) (2012)